# Liste von Papierkunst-Veranstaltungen
Diese Liste enthält Veranstaltungsreihen, die sich im Abstand von zwei oder drei Jahren mit der Präsentation von Papierkunst befassen.

## Veranstaltungen
- Holland Papier Biennale, Rijswijk und Apeldoorn
  - Papier Biënnale 1996: Voelbaar papier. Papierkunst in Nederland = Tactile paper. Paper art in the Netherlands[1]
  - Papier Biënnale 1998: Papier en vuur = Fire and paper[2]
  - Papier Biënnale 2000: Papier en water = Paper and water[3]
  - Papier Biënnale 2002: Tijdloos papier = Timeless paper.[4]
  - Papier Biënnale 2004: Geest van papier = Spirit of paper[5]
  - Papier Biënnale 2006: Papier op de vlucht = Paper takes flight[6]
  - Papier Biënnale 2008: Puur Papier[7]
  - Papier Biënnale 2010[8]
  - Papier Biënnale 2012[9]
  - Papier Biënnale 2014:[10]
  - Papier Biënnale 2016: Geweest
  - Papier Biënnale 2018: nicht themengebunden
  - Papier Biënnale 2020: Thuis = Home[11]
  - Papier Biënnale 2022: Transition[12]
  - Papier Biënnale 2024: Animal Farm[13]

- Lucca Biennale Cartasia (Lubica), Lucca
  - 9. Edition (2018) “Caos & silenzio” = “Chaos & silence”
  - 10. Edition (2021) Lucca biennale cartasia 2021 “Paura & desiderio” = “Fear and desire”[14]
  - 11. Edition (2022) Lucca biennale cartasia 2022 “La Pagina Bianca”
  - 12. Edition (2024) Lucca Biennale Cartasia 2024 „Here and Now“[15]

- PaperArt – Internationale Biennale der Papierkunst, Düren (bis 2005)
  - (Vorläufer) 1981 Das Papier. Geschichte, Herstellung, künstlerische Gestaltung[16]
  - 1 (1986)	Handgeschöpftes[17]
  - 2 (1988)	Papier macht Raum[18]
  - 3 (1990)	Papier als Wissen[19]
  - 4 (1992)	Papier und Natur[20]
  - 5 (1994)	Geschichte der Papierkunst[21]
  - 6 (1996/1997) Dekonstruktivistische Tendenzen[22]
  - 7 (1998)	electric paper[23]
  - 8 (2002/2003) Turbulenzen in Papier – Annäherungen an das Unberechenbare[24]
  - 9 (2005) Paper Art reMIXED[25]

- Papier Global – Internationale Papierkunst Triennale, Deggendorf
  - Papier Global 1 (2009)[26]
  - Papier Global 2 (2012)[27]
  - Papier Global 3 (2015)[28]
  - Papier Global 4 (2018)[29]
  - Papier Global 5 (2021/2022)[30]
  - Papier Global 6 (2024)[31]

- Papier = Kunst, Aschaffenburg
  - Papier = Kunst 1 (1991)[32]
  - Papier = Kunst 2 (1994)[33]
  - Papier = Kunst 3 (1997)[34]
  - Papier = Kunst 4 (2001)[35]
  - Papier = Kunst 5 (2005).[36]
  - Papier = Kunst 6 (2008)[37]
  - Papier = Kunst 7 (2011)[38]
  - Papier = Kunst 8 (2014)[39]
  - Papier = Kunst 9 (2017)[40]
  - Papier = Kunst 10 (2022)[41]

- Shanghai International Paper Art Biennale[42]
  - Shanghai International Paper Art Biennale 2017 – Feasts On Paper
  - Shanghai International Paper Art Biennale 2019 – Feasts On Paper
  - Shanghai International Paper Art Biennale 2021 – Feasts On Paper
  - Shanghai International Paper Art Biennale 2023

- Triennale internationale du papier, Charmey
  - 1. Triennale (1993)[43]
  - 2. Triennale (1996)[44]
  - 3. Triennale (1999)[45]
  - 4. Triennale (2002)[46]
  - 5. Triennale (2005)[47]
  - 6. Triennale (2008)[48]
  - 7. Triennale (2011)[49]
  - 8. Triennale (2014)[50]
  - 9. Triennale (2017)[51]
  - 10. Triennale (2020)[52]
  - 11. Triennale (2023).